# Bardes
Bardes (Pluraletantum) ist ein kleiner Fluss im Süden Frankreichs, der im Département Tarn der Region Okzitanien, etwas südöstlich der Stadt Albi verläuft.

## Geographie

### Verlauf
Der Fluss entspringt unter dem Namen Ruisseau du Frayssé im Regionalen Naturpark Haut-Languedoc, im Gemeindegebiet von Saint-Pierre-de-Trivisy. Er entwässert generell Richtung Westnordwest und mündet nach rund 15 Kilometern im Gemeindegebiet von Arifat als linker Nebenfluss in den Dadou.

### Orte am Fluss
(Reihenfolge in Fließrichtung)
- Prohenquières, Gemeinde Saint-Pierre-de-Trivisy
- La Gayrole, Gemeinde Saint-Pierre-de-Trivisy
- La Lautardié, Gemeinde Montredon-Labessonnié
- La Chauzelié, Gemeinde Arifat
- Arifat

## Sehenswürdigkeiten
Im Mündungsabschnitt, bei Arifat, bildet der Fluss sehenswerte Wasserfälle, die in drei Stufen über insgesamt ca. 80 Meter herabstürzen.